# Asistent státního zástupce
Asistent státního zástupce je právník, odborný pomocník státního zástupce. Obdobou této funkce je asistent soudce.
Na rozdíl od asistentů soudce se ale nejedná o příliš využívanou profesi, k 31. 12. 2024 jich působilo jen 10.

## Historie
Funkce asistenta státního zástupce byla po vzoru soudů nejprve zřízena v roce 2006 u Nejvyššího státního zastupitelství, a to bez zákonné úpravy na návrh náměstka nejvyšší státní zástupkyně Zdeňka Koudelky. Poté byla z iniciativy Nejvyššího státního zastupitelství upravena již zákonnou formou v § 3 odst. 2, § 33 odst. 2, § 32a a § 34 odst. 9 zákona č. 283/1993 Sb., o státním zastupitelství a v § 468a trestního řádu.

## Předpoklady a postavení
Pro nejvyššího státního zástupce, jeho náměstky a ředitele odborů Nejvyššího státního zastupitelství platí, že každý z nich podle má alespoň jednoho asistenta. Jiným státním zástupcům jsou jmenováni podle potřeby. Do funkce asistenta státního zástupce jmenuje vedoucí státní zástupce příslušného státního zastupitelství na návrh státního zástupce, o jehož asistenta se jedná. Pracovní poměr vzniká jmenováním a řídí se zákoníkem práce. Funkce asistenta státního zástupce však navíc automaticky zaniká, pokud zanikne funkce státního zástupce, jehož je asistentem. Podmínkami ke jmenování jsou:
- státní občanství České republiky,
- bezúhonnost a
- vysokoškolské magisterské vzdělání v oboru právo.

Asistent může činit jednotlivé úkony státního zástupce z jeho pověření, v řízení před soudem asistent nemůže státního zástupce zastupovat, může však nahlížet do spisu. Jeho postavení, včetně otázek platu, je jinak obdobné jako postavení právního čekatele. Výkon funkce asistenta je uznáván i jako praxe právního čekatele a asistent může po 3leté praxi navíc vykonat i jeho závěrečnou zkoušku.
Platové zařazení se řídí nařízením vlády č. 341/2017 Sb., o platových poměrech zaměstnanců ve veřejných službách a správě ve znění pozdějších předpisů. Asistent státního zástupce je zařazen do 14. platové třídy.